# Bulharská kuchyně
Bulharská kuchyně (bulharsky: българска кухня) vychází z balkánské a středomořské kuchyně, byla ovlivněna i tureckou a řeckou kuchyní, a díky historickým stykům první Bulharské říše s oblastí Blízkého východu také perskou a indickou kuchyní. Pro bulharskou kuchyni jsou typické mléčné výrobky, různé polévky, víno a pokrmy z masa (především skopového, kozího, drůbeže) a ryb. Oblíbený je i jogurt (existuje i bulharská jogurtová kultura nazvaná Lactobacillus bulgaricus) a také sýr, bulharský sýr sirene je podobný balkánskému sýru nebo fetě.

## Suroviny
Mezi základní suroviny bulharské kuchyně patří maso. Bulhaři používají maso skopové, vepřové, hovězí, drůbeží nebo kozí, které se grilují, melou do nejrůznějších pokrmů nebo z něj vyrábějí klobásky. Na pobřeží Černého moře jsou připravovány ryby na nejrůznější způsoby.
V Bulharsku se pěstuje mnoho ovoce, zeleniny a bylinek, které se pak uplatňují při přípravě jídla a v salátech. Velmi oblíbeným kořením je čubrica, což je směs koření, které obsahuje saturejku, libeček, chilli papričky, papriku, petržel, celer, kukuřičnou mouku a sůl. Používá se do polévek, na grilované maso, ale také do oblíbených jídel jako je džuveč, musaka či kebab. Směs koření zvaná šarena sol (barevná sůl) obsahuje saturejku, papriku, sůl a další koření podle oblasti, kde se připravuje.
Bulhaři mají v oblibě mléčné výrobky, jogurt (kyselo mljako) a měkký bílý sýr sirene. V roce 1905 bulharský lékař a mikrobiolog Stamen Grigorov objevil mikroorganismus, který způsobuje vznik přírodního jogurtu. Dostal název lactobacillus bulcaricus.

## Stolování
Teplé podnebí Bulharska umožňuje stolování venku jak doma, tak v restauracích, které jsou prakticky všechny vybaveny předzahrádkami. Pokrmy se často připravují na venkovních grilech (skara). Mešana skara je kombinace kjufte, kebapče, kuřecího masa a klobásy, které jsou společně připravovány na grilu. Kjufjte  jsou kulaté placičky z kořeněného mletého masa, kebapče jsou válečky z mletého masa, šišata je bulharská obdoba kebabu, nadenica je kořeněná klobása z hovězího a vepřového masa. Při společném stolování jsou ke grilovanému masu podávány zeleninové saláty a pečivo. Vše je zapíjeno pivem nebo bulharskými víny.

## Pokrmy

### Polévky

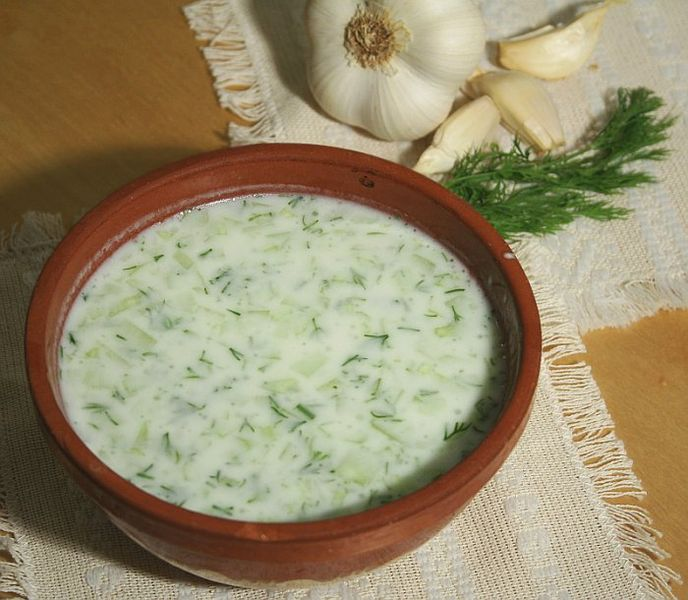
Tarator

- Škembe čorba – polévka z hovězích, vepřových nebo jehněčích žaludků s červenou paprikou a mlékem. Tato polévka byla velmi oblíbená u manuálně pracujících a existovaly restaurace (škembedžinice), kde se prodávala pouze tato polévka.
- Bob čorba – fazolová polévka s cibulí, rajčaty, mrkví, okořeněná saturejkou a mátou. Patří mezi bulharská národní jídla. V bulharských klášterech bývala v minulosti základním jídlem pro mnichy.
- Ribena čorba – rybí polévka okořeněná tymiánem a čerstvým libečkem.
- Tarator – studená polévka z jogurtu, okurek a kopru, podobná tzatziki. Bývá dochucena česnekem, solí, drcenými vlašskými ořechy a olejem (slunečnicový, případně olivový). Tarator je velmi osvěžující a podává se v letních měsících. Jedno z bulharských národních jídel.
- Snežanka (Sněhurka) – je podobná taratoru, ale je hustší a sytější. Použitý jogurt se nejprve přecedí přes tkaninu, aby se odstranila syrovátka. Podává se jako předkrm či příloha.

### Hlavní jídla

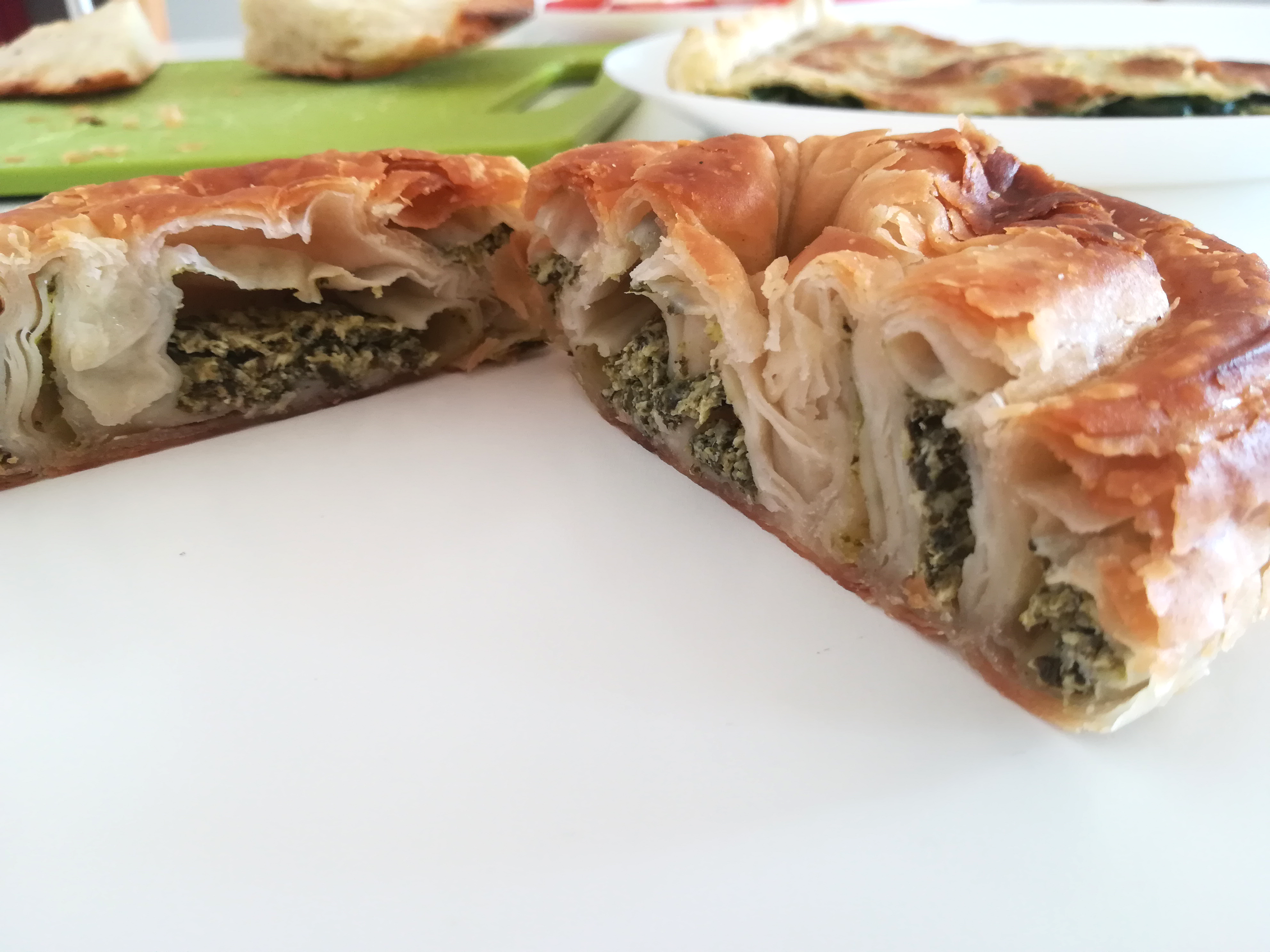
Burek

- Burek – zapečený pokrm z více vrstev lístkového těsta, proložených masovou, sýrovou nebo jinou náplní
- Banica – je pečivo, které se připravuje z několika vrstev těsta, mezi které se vkládají nejčastěji šlehaná vejce, bílý sýr a jogurt. Existuje mnoho různých variant. Zelnik je banica se špenátem, pórkem, hlávkovým zelím nebo petrželí. Tikvenik je banica s tykví. Mléčná banica je sladká s mlékem a cukrem.
- Musaka – je pokrm z mletého vepřového nebo hovězího masa a brambor, které se postupně kladou do několika vrstev do zapékací misky. Vrchní vrstvou je obvykle poleva z mléka nebo jogurtu smíchaného s vejci. Často se přidávají rajčata.
- Gjuveč (džuveč) – kořeněný masový a zeleninový dušený pokrm, který se připravuje v keramické nádobě. Připravuje se prakticky ze všech druhů masa.  Často obsahuje brambory, fazolky, rajčata, papriky, cukety, lilek, mrkev, cibuli a jiné druhy zeleniny.
- Kjufte – masové koule
- Sarma – v listech vinné révy nebo hlávkového zelí jsou zavinuty směsi mletého masa a rýže, které se pak dusí.
- Kavarma – kořeněné maso (většinou vepřové nebo kuřecí) a zelenina (pórek, paprika a další) dušené v jogurtu. Obsahuje koření čubricu a připravuje se v zapékacích miskách.
- Kebapče – kousky mletého masa podobné čevabčiči
- Palneni čuški – jsou plněné papriky. Náplní je směs masa, rýže a koření.
- Patatnik – je omeleta z nastrouhaných brambor se sýrem (sirene), cibulí a bylinkami.
- Sirene po šopski – je směs sýru s rajčaty, vejcem a kořením čubrica, vše zapečené v kameninové misce.
- Kaškaval pane – smažený sýr.

### Saláty

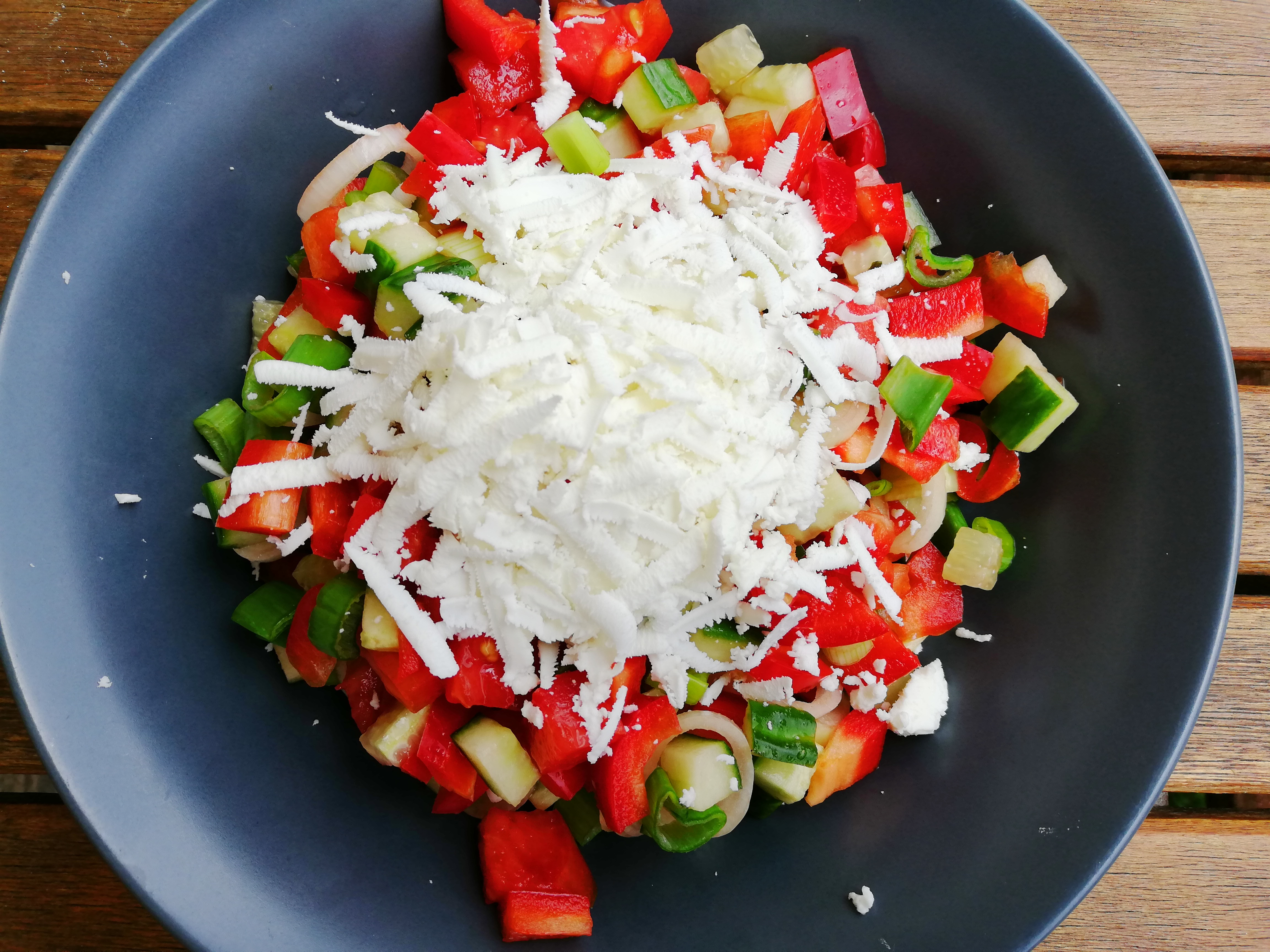
Šopský salát

- Šopska salata (šopský salát) – salát z rajčat, okurek, papriky, cibule, balkánského sýru (sirene) a petrželky. Základem nálevu je slunečnicový nebo olivový olej.  Bulharské národní jídlo, které se rozšířilo i mimo Bulharsko.
- Ovčarska salata (pastýřský salát) – základem je šopský salát, ale je mnohem sytější, neboť se do něj přidávají vejce, houby, olivy, šunka nebo tvrdý sýr (kaškaval).
- Turšija – je nakládaná zelenina, která se připravuje z celeru, řepy, květáku, mrkve, hlávkového zelí a další zeleniny.

### Sýry
- Sirene – měkký sýr ve slaném nálevu, v České republice nazývaný balkánský sýr. Vyrábí se z kravského, kozího nebo ovčího mléka. Často i ze směsi různých druhů mléka.
- Kaškaval – tvrdý sýr, který se vyrábí z kravského mléka (kaškaval Vitoša), z ovčího mléka (kaškaval Balkán) nebo ze směsi obou (kaškaval Preslav).

### Salámy a klobásy
- Elenski but – sušená šunka z vepřového masa, která se nejprve na 40 dní naloží do soli a pak se suší.
- Pastarma – ostrá sušená šunka z hovězího masa
- Lukanka – polosuchý salám z hovězího a vepřového masa. Obsahuje kousky mletého masa, tuku, černý pepř, sůl a kmín. Suší se zavěšený 40 až 50 dní.
- Sudžuk – sušená klobása z hovězího nebo i jiného masa. Obsahuje pepř, kmín, sumah, česnek, sůl, papriku a další koření. Suší se několik týdnů. Je dost slaná a často je velmi pálivá.

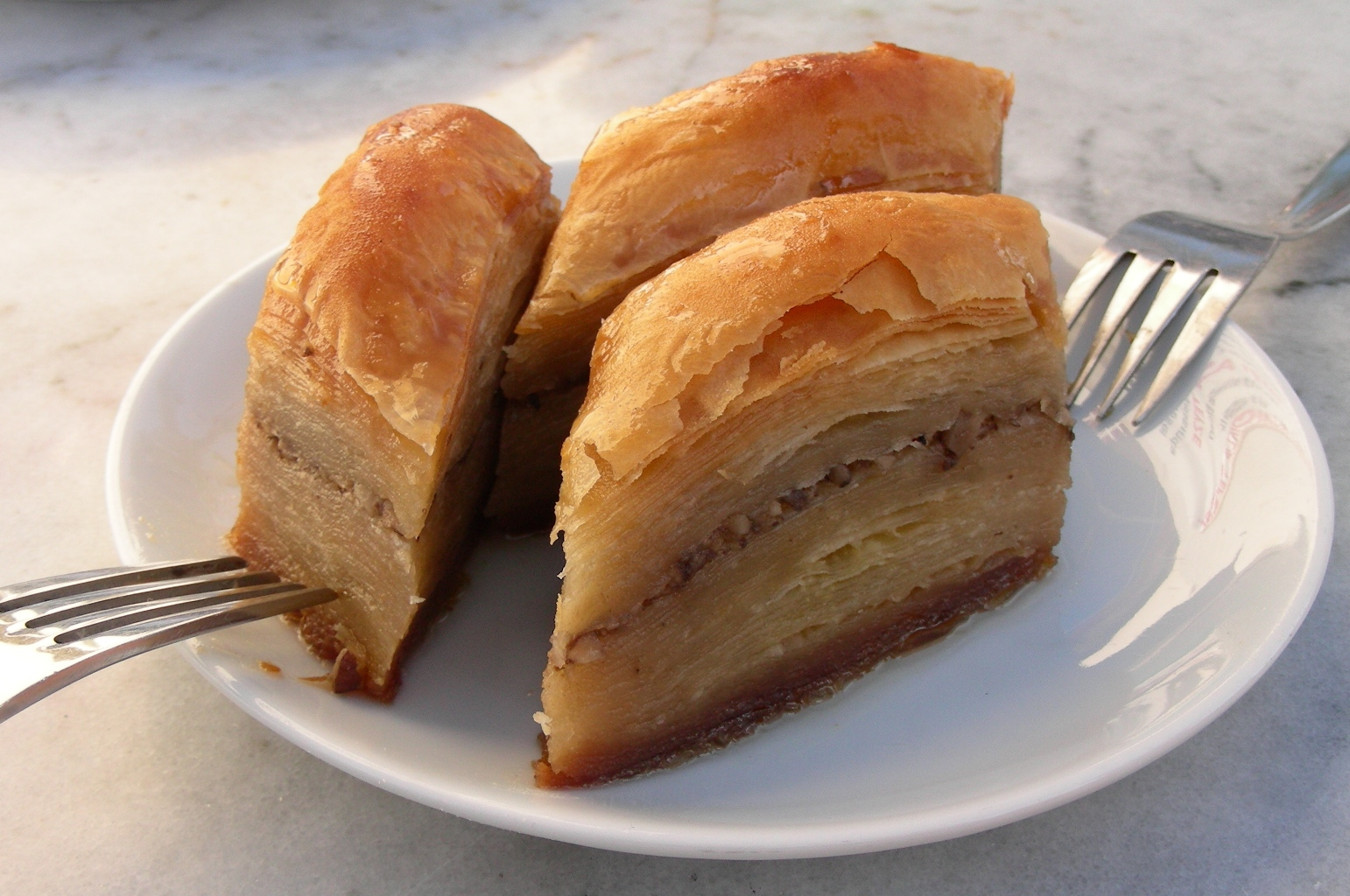
Baklava

### Sladkosti
- Baklava – sladkost z několika vrstev filo těsta s oříšky a medem. Nejčastěji se tu používají vlašské ořechy.
- Mekica – pokrm z hněteného těsta, které se smaží na oleji. Podobá se maďarskému langoši. V Bulharsku se obvykle pojídá k snídani s cukrem, džemem, medem, jogurtem nebo měkkým sýrem sirene.
- Kiflički – rohlíčky plněné džemem, čokoládou, sýrem sirene či párkem.
- Garaš – oblíbený čokoládový dort
- Kadaif – klubko nudlí z filo těsta ohřívané s máslem nebo olejem a přelité sirupem či medem.
- Lokum – lepivá sladkost ze škrobu obalená v práškovém cukru, podobná želé.
- Chalva – sladkost z krupice a sezamových nebo slunečnicových semínek. Chalva je slazená medem nebo cukrem a přidávají se do ní rozinky, sušené ovoce, oříšky či mandle.
- Revane – dezert z vajec, mouky, cukru a dalších surovin. Jeho konzistence je sirupovitá.
- Palačinky – jsou v Bulharsku velmi oblíbené

### Nápoje
- Pivo – oblíbený napoj. Známé značky Zagorka, Kamenica,  Astika, Šumensko, Ariana.
- Víno – oblíbený nápoj. Proslulá jsou silná červená vína. Bulharsko patří mezi nejstarší vinařské oblasti na světě.
- Káva – nejčastěji espresso, turecká káva vařená v džezvě není tak rozšířená.
- Čaj – ovocný nebo bylinkový čaj.
- Ajran – osvěžující nápoj, který obsahuje jogurt, vodu a sůl.
- Boza – nápoj z mírně zkvašené pšenice či prosa. Hustá, nakyslá a sladká tekutina s nízkým obsahem alkoholu, naopak obsahuje vitamín B a sacharidy.
- Rakije – čirá a velmi silná pálenka vyráběná nejčastěji z vinných hroznů (grozdova, lozova), ale také z jiných druhů ovoce (slivovice ze švestek, meruňkovice z meruněk).
- Mastika – anýzový likér podobný řeckému ouzo. Nápoj se pije většinou s ledem jako aperitiv.
- Slančev brjag – destilát z vína (koňak)
- Menta – likér z máty peprné